# Phytocoris formosus
Phytocoris formosus är en insektsart som beskrevs av Van Duzee 1914. Phytocoris formosus ingår i släktet Phytocoris och familjen ängsskinnbaggar. Inga underarter finns listade i Catalogue of Life.